# ديفيد لانكستر
ديفيد لانكستر (بالإنجليزية: David Lancaster)‏ هو منتج تلفزيوني ومنتج أفلام أمريكي، ولد في القرن العشرين.

## وصلات خارجية
- ديفيد لانكستر على موقع IMDb (الإنجليزية)
- ديفيد لانكستر على موقع قاعدة بيانات الفيلم (الإنجليزية)